# HMS Mackay (D70)
«Маккей» (D70) (англ. HMS Mackay (D70) — військовий корабель, лідер ескадрених міноносців типу «Адміралті» Королівського військово-морського флоту Великої Британії за часів Другої світової війни.
Лідер ескадрених міноносців «Маккей» був закладений 5 березня 1918 року на верфі компанії Cammell Laird у Беркенгеді. 21 грудня 1918 року він був спущений на воду, а 19 травня 1919 року увійшов до складу Королівських ВМС Великої Британії. Лідер був одним з 8 лідерів типу «Адміралті» (також відомий тип лідерів, як «Скотт») та став першим з бойових кораблів британського флоту, що дістав це ім'я.
«Маккей» став одним з двох лідерів флоту Британської імперії (другий — «Малькольм»), що був закладений у часи Першої світової, проте участі в ній не взяв. Корабель проходив службу у складі британських ВМС, за часів Другої світової війни брав активну участь у бойових діях на морі, бився у Північній Атлантиці, біля берегів Європи, супроводжував атлантичні та арктичні транспортні конвої.
За проявлену мужність та стійкість у боях бойовий корабель нагороджений чотирма бойовими відзнаками.

## Бойовий шлях

### 1941
У січні 1941 року лідер ескадрених міноносців діяв у складі 16-ї флотилії та патрулював у Північному морі разом з есмінцями «Волпоул», «Вустер» і «Вітшед».

### 1942
3 лютого 1942 року «Маккей» разом з шістьма есмінцями прибув на посилення Дуврського командування, в очікуванні ймовірного за даними розвідки прориву німецьких лінкорів «Шарнгорст» та «Гнейзенау» і важкого крейсера «Принц Ойген» з окупованого Бреста до німецьких військово-морських баз. Вночі з 11 на 12 лютого капітальні кораблі Крігсмаріне потай вийшли з французького порту Брест та, не будучи виявленими британцями через технічні проблеми із засобами радіотехнічної розвідки, вирушили до Німеччини. «Маккей» разом з «Вівейшос», «Кемпбелл», «Вітшед», «Вустер» та «Волпол» перебували на тренуванні в Гаріджі, коли отримали наказ перехопити німецькі кораблі біля гирла річки Шельда. «Волпол» через технічні негаразди повернув назад, решта о 15:42 вийшла на ворожі кораблі. Британські есмінці провели з відстані 2 200 — 3 700 метрів торпедну атаку, але жодна торпеда не влучила в ціль, натомість «Вустер» дістав серйозних пошкоджень від вогню німецької корабельної артилерії.
16 вересня 1942 року лідер «Маккей» приєднався до сил флоту для супроводження конвою QP 14, що повертався з СРСР до Лох-Ів у Шотландії. 65 бойових кораблів супроводжували невеличкий транспортний конвой з 17 суден. У цілому конвой втратив шість кораблів та суден, тільки один U-435 встиг потопити чотири союзних судна.